# Esiliiga 2013
L'Esiliiga 2013 è stata la 23ª edizione della seconda divisione del campionato di calcio estone e si è disputata tra il 3 marzo e il 10 novembre 2013.
Il Levadia Tallinn 2 è stata la squadra vincitrice del campionato, ma dal momento che la prima squadra si trova nella massima serie non ha potuto beneficiare della promozione; è stato dunque ammesso in Meistriliiga il Lokomotiv Jõhvi.

## Squadre partecipanti
Rispetto alla precedente stagione, sono state tre le nuove squadre presenti in Esiliiga, provenienti dalla serie inferiore: il Lokomotiv Jõhvi, dal girone Nord/Est della II Liiga, il Tulevik Viljandi e il Vändra Vaprus dal girone Sud/Ovest. L'HÜJK Emmaste, vincitore del girone Sud/Ovest, si è iscritto al campionato di Esiliiga B.
Inoltre il Kiviõli Tamme Auto ha cambiato il proprio nome in Kiviõli FC Irbis.
| Club              | Città    | Stadio              | Posizione 2012                                        |
| ----------------- | -------- | ------------------- | ----------------------------------------------------- |
| Flora Tallinn II  | Tallinn  | Sportland Arena     | 2º posto in Esiliiga 2012                             |
| Irbis Kiviõli     | Kiviõli  | Kiviõli Stadium     | 6º posto in Esiliiga 2012                             |
| Levadia Tallinn 2 | Tallinn  | Stadio Maarjamäe    | 5º posto in Esiliiga 2012                             |
| Lokomotiv Jõhvi   | Jõhvi    | Stadio Jõhvi        | 1º posto nel girone Nord/Est di II Liiga 2012         |
| Puuma Tallinn     | Tallinn  | Stadio Lasnamäe SPK | 7º posto in Esiliiga 2012                             |
| Tammeka Tartu II  | Tartu    | Stadio Tamme        | 8º posto in Esiliiga 2012 e ripescato dopo i play-out |
| Tartu SK 10       | Tartu    | Stadio Tamme        | 4º posto in Esiliiga 2012                             |
| Tarvas Rakvere    | Rakvere  | Stadio Rakvere      | 3º posto in Esiliiga 2012                             |
| Tulevik Viljandi  | Viljandi | Stadio Viljandi     | 2º posto nel girone Sud/Ovest di II Liiga 2012        |
| Vaprus Vändra     | Vändra   | Stadio Vändra       | 3º posto nel girone Sud/Ovest di II Liiga 2012        |

## Classifica finale
|  | Pos. | Squadra             | Pt | G  | V  | N  | P  | GF | GS  | DR  |
|  | ---- | ------------------- | -- | -- | -- | -- | -- | -- | --- | --- |
|  | 1.   | Levadia Tallinn 2 * | 70 | 36 | 20 | 10 | 6  | 94 | 41  | +53 |
|  | 2.   | Lokomotiv Jõhvi     | 69 | 36 | 20 | 9  | 7  | 80 | 39  | +41 |
|  | 3.   | Flora Tallinn II *  | 57 | 36 | 17 | 6  | 13 | 56 | 54  | +2  |
|  | 4.   | Tarvas Rakvere      | 56 | 36 | 16 | 8  | 12 | 68 | 58  | +10 |
|  | 5.   | Tartu SK 10         | 54 | 36 | 17 | 3  | 16 | 58 | 67  | -9  |
|  | 6.   | Tammeka Tartu II *  | 52 | 36 | 15 | 7  | 14 | 70 | 57  | +13 |
|  | 7.   | Vaprus Vändra       | 46 | 36 | 12 | 10 | 14 | 61 | 55  | +6  |
|  | 8.   | Tulevik Viljandi    | 46 | 36 | 12 | 10 | 14 | 46 | 57  | -11 |
|  | 9.   | Puuma Tallinn       | 29 | 36 | 8  | 5  | 23 | 40 | 91  | -51 |
|  | 10.  | Irbis Kiviõli       | 25 | 36 | 7  | 4  | 25 | 60 | 114 | -54 |

(*)squadra ineleggibile per la promozione.

### Play-off
|                | Risultati |                | Luogo e data              |  |
| -------------- | --------- | -------------- | ------------------------- |  |
| Tarvas Rakvere | 1 - 2     | Tammeka Tartu  | Rakvere, 17 novembre 2013 |  |
| Tammeka Tartu  | 4 - 1     | Tarvas Rakvere | Tartu, 23 novembre 2013   |  |
|                |           |                |                           |  |

Il Tarvas perde i play-off e rimane in Esiliiga.

### Play-out
|                  | Risultati |                  | Luogo e data               |  |
| ---------------- | --------- | ---------------- | -------------------------- |  |
| Kalev Sillamäe 2 | 1 - 4     | Tulevik Viljandi | Sillamäe, 17 novembre 2013 |  |
| Tulevik Viljandi | 3 - 2     | Kalev Sillamäe 2 | Viljandi, 23 novembre 2013 |  |
|                  |           |                  |                            |  |

Il Tulevik Viljandi vince i play-out e rimane in Esiliiga.

## Verdetti
- Levadia Tallinn 2 vincitore del campionato di Esiliiga 2013.
- Lokomotiv Jõhvi promosso in Meistriliiga 2014.
- Tulevik Viljandi salvo dopo i play-out.
- Puuma Tallinn e  Irbis Kiviõli inizialmente retrocessi in Esiliiga B 2014 e poi ripescati.
- Tartu SK 10 e  Tammeka Tartu II non iscritti alla stagione successiva.